# Amit Panghal
Amit Panghal, född 16 oktober 1995 i Rohtak, Haryana, är en indisk boxare.

## Karriär
Panghal kom på en nionde plats vid OS 2020 i flugvikt. Han har tagit ett VM-silver år 2019 i flugvikt. Samma år vid de asiatiska mästerskapen tog han guld i samma viktklass.